# Интер Експо Център
„Интер експо и конгресен център“ (Inter Expo Center, IEC) е изложбен и конгресен център в югоизточната част на град София. Центърът е собственост на агенция „Булгарреклама“.

## Описание
Общата му изложбена площ е 42 000 m², разпределени в 6 зали и открити изложбени площи. Центърът разполага със 7 конгресни зали и 700 паркоместа. Разположен е в края на булевард „Цариградско шосе“, в близост до метростанция „Цариградско шосе“, на 3 km от летище София.
В Центъра целогодишно се провеждат изложения и други прояви, много от които са традиционни за България, като ХоРеМа, Българска строителна седмица, Опто Салон, Експоенергетика, Булконтрола, Булдентал, Транспорт и логистика, Месомания, Светът на млякото, Салон на виното, Булпек, Интерфуд и интердринк.

## Местоположение
„Интер експо и конгресен център“ се намира в близост до метростанция „Цариградско шосе“ и търговските центрове София Аутлет Център, Дъ Мол, Метро Кеш & Кери, Техномаркет, офис сградата Капитал Форт, както и до жилищния комплекс „Цариградски“.